# Sjögarpasjön (Högby socken, Östergötland)
Sjögarpasjön är en sjö i Mjölby kommun i Östergötland och ingår i Motala ströms huvudavrinningsområde.